# Gesellschaft mit gebundenem Vermögen
Die Gesellschaft mit gebundenem Vermögen (GmbH mit gebundenem Vermögen, GmbH-gebV) ist eine Variante der Gesellschaft mit beschränkter Haftung, deren Typusmerkmal eine fixierte Ausschüttungssperre sein soll.
Initiiert von der Berliner Stiftung Verantwortungseigentum hatte eine Gruppe von Rechtswissenschaftlern um Barbara Dauner-Lieb, Simon Kempny, Florian Möslein, Anne Sanders und Rüdiger Veil bereits im Jahr 2020 einen Gesetzesentwurf für eine sog. GmbH mit gebundenem Vermögen (GmbH-gebV) vorgelegt, den sie 2021 überarbeitet und der Eingang in den Koalitionsvertrag der 20. Wahlperiode des Bundestages gefunden hat. Dort wurde vereinbart, für Unternehmen mit gebundenem Vermögen „eine neue geeignete Rechtsgrundlage“ zu schaffen.
Die Unternehmen sollen ausschließlich im Hinblick auf deren Wettbewerbsfähigkeit, ihr Fortbestehen und die Sicherung der Arbeitsplätze ausgerichtet sein. Das Ausschüttungsinteresse der Gesellschafter sowie das Streben nach Wertsteigerung der Anteile soll bei der GmbH geb-V bedeutungslos sein. Es wird eine auf Nachhaltigkeit, Werteorientierung und Verantwortung  ausgerichtete Gesellschaftsform angestrebt. Bisher sind derartige Rechtsformen nur unter komplizierter Kombination von Gesellschaften wie GmbHs, Stiftungen etc. realisierbar (ein Beispiel ist die Robert Bosch Stiftung). Die Gesellschaft mit gebundenem Vermögen soll auch für kleinere und mittlere Unternehmen realisierbar sein. Ein weiteres Ziel ist, durch Überführung eines Unternehmens in eine Gesellschaft mit gebundenem Vermögen die Unternehmensnachfolge zu vereinfachen.
Nach Ansicht des Instituts für Mittelstandsforschung ist „diese Rechtsform nur für einen sehr kleinen Teil an Unternehmen wirklich von Relevanz.“ Dies führe zu der Frage, „ob sich aus Sicht des Gesetzgebers überhaupt die Einführung einer neuen Rechtsform lohnt.“ Ein rechtlichen Rahmen für Unternehmen mit einem treuhänderischen Unternehmensverständnis ist auch aus Sicht des Bundesverbands der Deutschen Industrie (BDI) „weder geeignet noch erforderlich für die Zielsetzung eines nachhaltigen und verantwortungsvollen Unternehmertums“. Eine Gemeinschaft von Wirtschaftsverbänden sieht in der neuen Rechtsform dagegen „eine große Chance für die Soziale Marktwirtschaft, für die Stärkung unabhängiger Unternehmen und damit für den Wirtschaftsstandort Deutschland.“